# Roata medicamentului

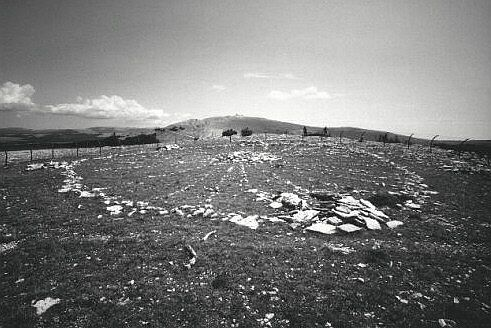
Roata medicamentului din Pădurea Națională Bighorn, Wyoming, SUA

În unele culturile amerindiene, roata medicamentului este o metaforă pentru o varietate de concepte spirituale. O roată de medicamente poate fi, de asemenea, un monument din piatră care ilustrează această metaforă. 
Istoric, monumentele au fost construite prin așezarea pietrelor într-un model particular pe teren orientat către cele patru direcții . Majoritatea roților medicinale urmează modelul de bază al unui centru de piatră, și înconjurător, ce este un inel exterior de pietre cu „spițe” (linii de roci) ce radiază de la centru spre direcțiile cardinale (est, sud, vest și nord) . Aceste structuri de piatră pot fi sau nu numite „roți de medicamente” de către oamenii ai căror strămoși le-au construit, dar pot fi numite prin termeni mai specifici în limba acelei națiuni. 
Roțile de medicină fizică din piatră au fost construite de mai multe popoare indigene diferite din America de Nord, în special cele ale indienilor de câmpie . Acestea asociate cu ceremoniile religioase ale nativilor americani . Ca metaforă, ele pot fi utilizate în lucrările de vindecare sau pentru a ilustra alte concepte culturale. 
Roata medicamentului a fost adoptată ca simbol de o serie de grupuri pan-indiene sau de alte grupuri autohtone ai căror strămoși nu o foloseau în mod tradițional ca simbol sau structură. De asemenea, a fost însușit de și de către persoanele care nu sunt indigene, de obicei cele asociate cu comunitățile New Age . 

## Etimologie

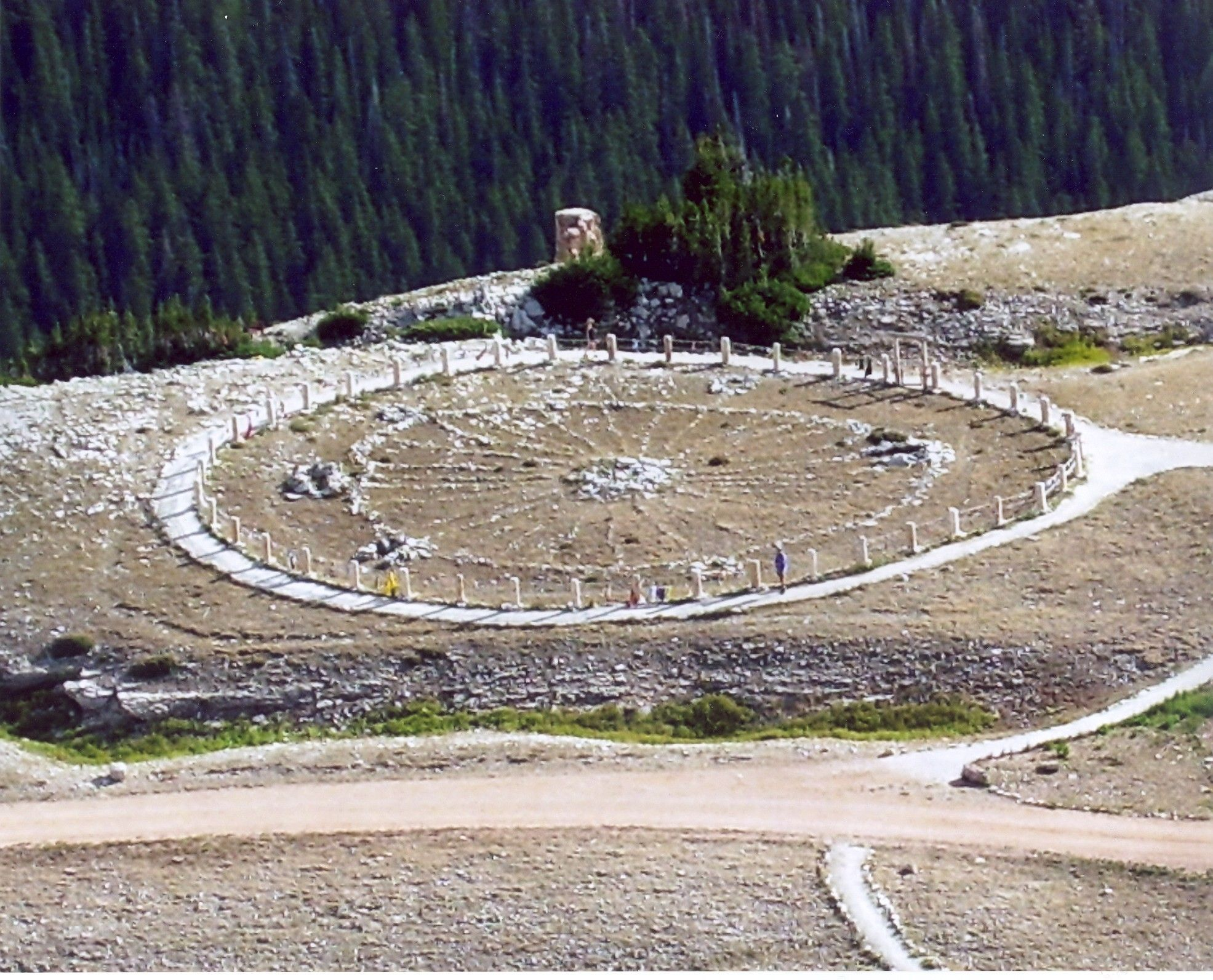
Roata pentru medicamente în pădurea națională Bighorn, Wyoming

Muzeul Royal Alberta (2005) susține că termenul „roată cu medicamente” a fost aplicat pentru prima dată pe Roata Mare a Medicamentului din Wyoming, cea mai sudică roată arheologică încă existentă.  Termenul „medicament” nu a fost aplicat din cauza vreunei vindecări ce a fost asociată cu roata medicamentului, dar denotă că situl sacru și formațiunile de rocă au o importanță centrală și sunt atribuite cu semnificație religioasă, consacrată și spirituală.  

Ca metaforă, conceptul de cerc sacru al vieții, folosit și de mai multe națiuni, este uneori combinat cu cel al roții medicamentului. Un articol din 2007 Indian Country Today despre istoria modernului Hoop Dance definește conceptul dansatorului astfel: 
 Cercul este simbolic pentru „cercul vieții fără de sfârșit”. Nu are început și nici sfârșit.  

## Exegeză

### Structurile de piatră ca arhitectură sacră
Construirea intenționată a structurilor masive de piatră ca arhitectură sacră este o activitate bine documentată a popoarelor monolitice și megalitice antice. Ceea ce le diferențiază de multe dintre celelalte popoare megalitice este cât de neinvazive și sensibile pentru mediu a fost amprenta și fabricarea structurilor lor. Spre deosebire de unii dintre monolitii de piatră măreți și falnici găsiți în Europa, popoarele indigene din America de Nord depuneau de obicei pietre mai mici pe pământ, în loc să sape gropi adânci și să ridice pietre uriașe, cum ar fi la Stonehenge . 
Muzeul Regal din Alberta postulează un posibil punct de origine, sau tradiție paralelă, cu alte structuri rotunde, cum ar fi loja TIPI, unde sunt pietre folosite ca „ pietre de temelie “ sau „ cort-cuie “: 
 Împrastiate pe câmpiile din Alberta sunt zeci de mii de structuri de piatră. Cele mai multe dintre acestea sunt simple cercuri de pietre, care au fost ținute cândva pe marginile celebrului TIPI al indienilor de câmpie ; acestea fiind cunoscute sub numele de " inele TIPI ". Altele, însă, aveau un caracter mai ezoteric. Cercuri de piatră extrem de mari  –    unele mai mari de 12 metri  –    pot fi rămășițele structurilor speciale de dans ceremonial . Câteva aranjamente pietruite formează conturul figurilor umane, majoritatea fiind evident masculine. Poate că cele mai interesante construcții pietruite sunt însă cele cunoscute sub numele de roți de medicamente.  

### Localitate, locație și proxemici
Roțile pentru medicamente de piatră sunt amplasate în nordul Statelor Unite și în sudul Canadei, în special Dakota de Sud, Wyoming, Montana, Alberta și Saskatchewan . Majoritatea celor aproximativ 70 de structuri de piatră documentate încă sunt prezente și azi în Alberta, Canada. 
Una dintre roțile de medicamente prototipice se află în Pădurea Națională Bighorn din județul Big Horn, Wyoming. Acestea măsoară 75 picioare (23 m) și roata are o rază de 28 și face parte dintr-un set vast de vechi site-uri autohtone americane care documentează 7.000 de ani de istorie în acea zonă. 
Roțile de medicină se găsesc și pe teritoriul Ojibwa. Teoria comună este că acestea au fost construite de strămoșii preistorici ai oamenilor Assiniboine . 
Petroforme astronomice și ceremoniale mai mari și șantiere de movilă Hopewell se găsesc și pe teritoriul Americii de Nord. 

### Structura, fabricarea și modelarea
În definirea comună dintre diferitele roți de medicină pentru piatră, Muzeul Regal Alberta citează definiția dată de John Brumley, un arheolog de la Medicine Hat, că „roata medicamentului” constă din cel puțin două dintre următoarele trei trăsături: (1) o piatră centrală cairn, (2) unul sau mai multe cercuri de piatră și / sau (3) două sau mai multe linii de piatră care radiază spre exterior dintr-un punct central. " 
Din aer, roțile de Medicină arată adesea ca o roată de căruță întinsă pe partea sa. Roțile pot fi mari, ajungând la diametre de 75 de picioare sau 23 de metri. 
Cea mai comună variație între roțile din diferite zone sunt spițele. Nu există un număr stabilit de spițe pentru o roată a medicamentului, deși există de obicei 28, același număr de zile dintr-un ciclu lunar. Spițele din fiecare roată sunt rareori distanțate uniform sau chiar de aceeași lungime. Unele roți de medicamente vor avea o singură spiță care este semnificativ mai lungă decât restul. Stâlpii pot porni de la calea centrală și vor ieși doar în inelul exterior, in timp ce altele trec pe lângă inelul exterior, iar unele spițe pornesc de la inelul exterior și ies de acolo. 
Uneori, în cercuri există un pasaj sau o ușă. Inelul exterior al pietrelor va fi spart și va exista o cale de piatră care duce spre centrul roții. Unele au cercuri suplimentare în jurul părții exterioare a roții, uneori atașate de spițe sau un inel exterior și alteori plutesc libere de structura principală. 
Deși alinierea cu direcțiile cardinale este comună, unele roți de medicamente sunt, de asemenea, aliniate cu fenomene astronomice care implică soarele, luna, unele stele și unele planete în raport cu orizontul Pământului în acea locație. Roțile sunt, în general, considerate a fi locuri sacre, conectate în diverse moduri la cultura particulară a acelei zone, modele de lore și ceremoniale ale constructorilor. 
Alte popoare indigene din America de Nord au confecționat petroforme oarecum asemănătoare, mai precis grămezi în formă de broască țestoasă cu picioarele, capul și coada ce indică direcțiile și care s-au aliniat evenimentelor astronomice. 

### Valoarea culturală, atribuirea și semnificația
Roțile pentru medicamente din piatră au fost construite și utilizate pentru ceremonii de milenii și fiecare are suficiente caracteristici și calități unice, încât arheologii au întâmpinat provocări semnificative în a determina cu precizie pentru ce a fost fiecare creată și utilizată; în mod similar, măsurarea funcției lor in cadrul comunității și a semnificației lor a fost de asemenea problematică. 
Una dintre roțile mai vechi, roata de medicamente Majorville situată la sud de Bassano, Alberta, a fost datată la 3200 î.e.n. (acum 5200 de ani) prin stratificarea atentă a tipurilor de artefacte cunoscute.   Ca și Stonehenge, acesta a fost construit de generații succesive care ar adăuga noi caracteristici cercului. Datorită acestui fapt și a perioadei sale lungi de utilizare (cu un decalaj în utilizarea ei între 3000 și 2000 de ani în urmă, arheologii cred că funcția roții medicamentului a fost schimbată în timpul utilizăriilor repetate pe parcursul timpului. 
Astronomul John Eddy a prezentat sugestiile că unele dintre roți au o semnificație astronomică, unde spițele de pe o roată ar putea fi îndreptate către anumite stele, precum și răsăritul sau apusul soarelui, la o anumită perioadă a anului, sugerând că roțile erau o cale pentru a marca anumite zile ale anului.  Într-o lucrare a Jurnalului pentru Istoria astronomiei, profesorul Bradley Schaefer a declarat că alinierile revendicate pentru cele trei roți studiate, roata cu medicamente Bighorn, una la Moose Mountain din sud-estul Saskatchewan și una la Fort Smith, Montana, nu prezintă dovezi statistice, care să facă legătura cu alinieri stelare. 

## Parcul Roții Medicamentului din localitatea Valley, Dakota de Nord, SUA
Joe Stickler de la Universitatea de Stat din Valley, Dakota de Nord, cu asistența studenților săi, a început construcția Parcului cu roți din Medicină în 1992. Parcul prezintă două calendare solare : „un calendar cu orizont (roata medicamentelor) și un calendar meridional sau lipsit de timp”.  Potrivit site-ului Roții Medicamentului, „cercul mare măsoară 213 picioare în jur. Cele 28 de raze care radiază din centrul său reprezintă numărul de zile din ciclul lunar. Șase raze care se extind cu mult dincolo de volan sunt aliniate la pozițiile orizontului de răsărituri și apusuri de soare în primele zile ale celor patru anotimpuri. "  

## Credințe New Age
Scriitorii New Age tind să centreze ideea roții medicamentului ca instrument individualist de dezvoltare personală. Această redefinire este în contrast puternic cu viziunea indigenă a ceremonialelor și a locurilor sacre care sunt înrădăcinate în comunitate mai degrabă decât inspre individ.  
Alice Kehoe scrie că riturile autohtone cu roți de medicină, împreună cu alte tradiții indigene ale modelelor ciclice din natură și viață, sunt unul dintre motivele pentru care nativii din „alte” popoare indigene sunt presupuse ca fiind mai spirituale decât nativii. 

### Cărți
- John A. Eddy. „Medicină pe roți și câmpii în astronomia indiană”, în Native American Astronomy . ed. Anthony F. Aveni (Austin, TX: University of Texas Press, 1977) p.   147-169.
- John A. Eddy. „Medicamente pe roți și câmpii indieni”, în Astronomia Anticilor . ed. Kenneth Brecher și Michael Feirtag Cambridge, Massachusetts: The MIT Press, 1979, p.   1-24.
- Gordon Freeman. Stonehenge din Canada . Site oficial .
- EC Krupp, Echoes of the Ancient Skies: The Astronomy of Lost Civilizations, (New York, NY: Harper & Row, 1983) p.   141-148.
- Jamie Jobb, Cartea cerului de noapte (Boston, MA: Little, Brown, 1977) p.   70-71.
- Ray F. Williamson, Trăind cerul. The Cosmos of the American Indian, (Norman, OK: University of Oklahoma Press, 1984) p.   191-217.

### Articole
- Anthony F. Aveni, „Astronomie nativă americană”. Physics Today Numărul 37 (iunie 1984) p.   24-32.
- Von Del Chamberlain, „Astronomia americană preistorică”. Astronomy Numărul 4 (iulie 1976) p.   10-19.
- John A. Eddy, „Alinierea astronomică a roții medicinii cu cornul mare”, Ediția științifică 184 (iunie 1974) p.   1035-1043.
- John Eddy, „Probing the mister of the Medicine Wheels”, National Geographic 151: 1, 140-46 (ianuarie 1977).
- O. Richard Norton, „Early Indian Watching Sun Sites are Real”, American West Issue 24 (august 1987) p.   63-70